# 第3回ロサンゼルス映画批評家協会賞
第3回ロサンゼルス映画批評家協会賞は、ロサンゼルス映画批評家協会によって1977年の映画に贈られた映画賞である。1977年12月19日に発表された。

## 受賞
- 主演男優賞:
  - リチャード・ドレイファス – 『グッバイガール』

- 主演女優賞:
  - シシー・スペイセク – 『三人の女』

- 撮影賞:
  - 『ジュリア』 - ダグラス・スローカム

- 監督賞:
  - ハーバート・ロス - 『愛と喝采の日々』

- 作品賞:
  - 『スター・ウォーズ』

- 外国映画賞:
  - 『欲望のあいまいな対象』 ( スペイン)

- 音楽賞:
  - 『スター・ウォーズ』 - ジョン・ウィリアムズ

- 脚本賞:
  - 『アニー・ホール』 - ウディ・アレン、マーシャル・ブリックマン

- 助演男優賞:
  - ジェイソン・ロバーズ - 『ジュリア』

- 助演女優賞:
  - ヴァネッサ・レッドグレーヴ - 『ジュリア』

- 生涯功労賞:
  - キング・ヴィダー

- ニュー・ジェネレーション賞
  - ジョーン・ミックリン・シルヴァー